# 內斯特·皮洛特
內斯特·皮洛特（法語：Nestor Pirotte，1933年1月5日—2000年7月29日），外號「瘋狂殺手」（法語：Le tueur fou），是一名比利時連環殺手，被認為是20世紀在馬克·杜特斯之前最致命的比利時罪犯之一。他因謀殺三人而被判刑，此外還涉嫌其他四起謀殺案。

## 青年
內斯特的父親是莫利涅山谷Château de Beau Chêne莊園的看守人，母親則是一名裁縫師，內斯特和弟弟安東尼（Anthony）從小就與貴族子女玩耍。他經常自誇自己是貴族的孩子，不僅掌握了上流社會的詞彙，而且舉止得體，這也是他日後犯罪的動機。
在服兵役期間，他開始利用自己聲稱的貴族出身為自己謀利。他自編自導了一個世界，聲稱自己從很小的時候就開始偷竊戰友的東西，並在城市各處洗劫庫房。他在20歲時第一次被定罪，被判3個月緩刑。

## 犯罪
皮洛特於1954年4月20日犯下他的第一宗謀殺案，因為他得知他的曾姑母西莉娜·德邦尼（Celina Debonny）剛賣了一些牛。他在迪爾比附近用鐵棒敲碎了她的頭骨，但錢已經花光了。他因這一罪行而根據軍事司法法被判刑，1955年6月11日，他被處以死刑，但他的刑期被減為無期徒刑。
皮洛特假裝自己是個瘋子，好讓自己能被關進精神病院，他被送進專門的精神病院。1968年3月23日，在被監禁13年之後，他獲得假釋，不久之後又重新開始了他的謀殺生涯。5月14日，就在他被釋放後的幾個星期，皮洛特去了一家金融機構，在那裡他假裝成里堡伯爵。他以想要謹慎地談判一筆大交易為藉口，要求徵詢格瓦爾銀行經理德利斯先生（Mr. Delisse）的意見，並朝他的頭部開槍。
同年5月21日，皮洛特被逮捕，並被送往監獄，他在監獄中假裝自殺，從六公尺高的牆上跳下。這次自殺企圖只是皮洛特的第一次越獄企圖。1970年，他被轉送至圖爾奈社會防衛機構，10年後，被認為適合重新融入社會，因而獲釋，並在韋爾維耶斯賓泰街的一家廣播商店找到一份工作。
1980年，當國家憲兵於12月11日在斯帕的「La Vieille France」餐廳發現瑪德琳·杭柏（Madeleine Humbert）、她的兩名員工和一隻狗的屍體時，皮洛特成為嫌疑犯。皮洛特是家電業的經理，是杭柏的供應商，也是餐廳的常客。警方在餐廳的石板上發現了最後一位顧客的名字：「內斯特」。皮洛特立即被懷疑，因為店主的兒子也失蹤了。
雖然1981年1月發現了這位年輕人的無生命跡象的屍體，但對警方來說，這起謀殺案仍然是個謎。然而，皮洛特很快在布魯塞爾被捕，原因是他沒有遵守假釋的所有條件。他再次入獄，並於8月2日至3日晚上越獄，當消息向公眾廣播時，比利時頓時人心惶惶。
同年晚些時候，皮洛特於9月18日再次殺人。他假裝是德米爾·德·阿讓特伊伯爵，提出將其城堡中的傢俱賣給一名布魯塞爾古董商，然後將其謀殺。皮洛特最後因為此案被布魯塞爾警察局長弗雷德里克·戈德弗洛德（Frédéric Godfroid）逮捕，並於1984年被判死刑；他的刑期再一次被改判為無期徒刑。皮洛特忠於自己的習慣，曾在1992年試圖越獄，但失敗了。身陷囹圄近40年後，內斯特·皮洛特成為其他囚犯聞風色變的兇手，直到死前仍是最可怕的「比利時第一公敵」。

## 逝世
皮洛特於2000年7月29日死於心臟病發作。自1980年以來，他的家人從未探望過他，只有一位他年輕時就認識的女士參加了葬禮。他被匿名埋葬在厄爾河畔阿姆公墓。他的家人都羞愧地離開了這個地區。

## 電台播客
- "Nestor Pirotte, the public enemy Number 1 of Belgium", broadcast on 15 January 2014, on Heure du Crime, hosted by Jacques Pradel on RTL.